# Hippopotamus-Eröffnung
Bei der Hippopotamus-Eröffnung handelt es sich um eine selten gespielte Eröffnung des Schachspiels, die hauptsächlich von Schwarz angewandt wird. Je nach der von weiß gewählten Eröffnung zählt sie zu den Geschlossenen Spielen oder Halboffenen Spielen und verdankt ihren Namen der besonderen Figurenkonstellation, die entfernt an ein Flusspferd (Hippopotamus) erinnern soll.
|   | a | b | c | d | e | f | g | h |   |
| 8 |   |   |   |   |   |   |   |   | 8 |
| 7 |   |   |   |   |   |   |   |   | 7 |
| 6 |   |   |   |   |   |   |   |   | 6 |
| 5 |   |   |   |   |   |   |   |   | 5 |
| 4 |   |   |   |   |   |   |   |   | 4 |
| 3 |   |   |   |   |   |   |   |   | 3 |
| 2 |   |   |   |   |   |   |   |   | 2 |
| 1 |   |   |   |   |   |   |   |   | 1 |
|   | a | b | c | d | e | f | g | h |   |

Eine Grundstellung der Hippopotamus-Eröffnung (aus schwarzer Sicht).

## Geschichte
Die Hippopotamus-Eröffnung fand weltweite Beachtung, als der spätere Weltmeister Boris Spasski 1966 im Weltmeisterschaftskampf gegen Tigran Petrosjan in der 12. und 16. Matchpartie diesen Aufbau anwandte (die Partien endeten nach 39 bzw. 49 Zügen mit Remis). Im heutigen Turnierschach auf Großmeisterniveau oder gar in der Weltspitze ist dieser Aufbau sehr selten anzutreffen. Spasski selbst spielte den Hippopotamus-Aufbau noch einmal 1982 in einer Schnellschachpartie in Hamburg gegen den damaligen Weltmeister Anatoli Karpow, Spasski verlor in 29 Zügen. Die Partie wurde damals im Fernsehen übertragen.

## Eröffnungsmerkmale und Namensvarianten
Hauptcharakteristika dieses Eröffnungssystems sind die beiden fianchettierten Läufer und das zurückhaltende Spiel auf nur drei Reihen. Erst nach der vollständigen Entwicklung der Figuren wird mit Bauernvorstößen über die dritte Reihe hinaus die Konfrontation mit den Figuren des Gegners gesucht. Dieses System kann aufgrund seines zurückhaltenden Aufbaus gegen praktisch jede weiße (oder schwarze) Zugfolge gespielt werden und verlangt kein fundiertes theoretisches Wissen über einzelne Eröffnungsvarianten.
Eine weitere Bezeichnung dieser Eröffnung lautet Feustel-Aufbau oder Feustel-Hippopotamus-Aufbau, benannt nach dem FIDE-Meister Bernd Feustel, der selbst dieses System häufiger spielte und in seinem Buch „Eröffnungen – abseits aller Theorie“ einer ausführlichen Betrachtung unterzog.